# 인천 붉은 수돗물 사건
인천 붉은 수돗물 사건(仁川 붉은 수돗물 事件)은 2019년 5월 30일부터 현재까지 지속되고 있는 사건이다. 이 사건이 인천광역시 서구는 물론 영종도와 강화군 일대를 포함해 서울특별시 영등포구와 경기도 광주시, 평택시, 충청북도 청주시, 강원도 춘천시, 경상북도 포항시, 부산광역시 등 전국 각지로 확산된 것으로 나와 있다.
이 사건의 원인은 팔당호의 물을 어쩔 수 없이 방류하다가 일으키게 된 수질 오염 사건이기도 하다. 이 사태의 여파가 대한민국에서는 1991년 당시의 낙동강 페놀 오염 사건 이래 최대의 수질 위기를 가지고 있는 것으로 알려져 왔다. 그리고 최근에는 미추홀구에서도 붉은 수돗물이 배출되었다는 신고 및 제보가 들어오기도 하였다.

## 발생 원인
본래 인천시에 공급해야 하는 수돗물은 풍납취수장에 전기 공사를 하는 것에 대해 10시간 남짓 내내 단수하게 되어야 하는 본디의 취지를 준수해야 하는 정책을 두어야 하고 있으나, 이를 무시하면서 팔당취수장으로 물을 공급 및 취급하는 곳이 급작스레 변경되자, 변경 과정상 사용하지 못하였던 관 2곳을 열었으나 물길의 방향이 해당 관으로 흘러가야 하는 것이 아닌 반대 방향으로 흘러 수압이 올라가게 되었고 그 과정상 녹이 떨어져 나오게 되는 것으로 드러난다. 그러나 인천광역시 서구 검암동, 백석동, 당하동 등의 각 학교에서 기본적인 수돗물이 아닌 적수가 공급되자, 이 일대에 다니고 있는 학생 및 거주민 모두에게 피해를 보는 불편을 겪기도 하였다. 그러자, 인천광역시상수도사업본부는 또 다른 적수와 관련되어 있는 민원이 접수되었고, 이후 복구 작업과 수질 검사를 모두 마치기도 하였다. 이에 따라 예상치 못한 적수의 공급 여파에 따라 인근 초등학교 4곳, 중학교 3곳, 고등학교 2곳 등 각 학교 9곳의 물 공급이 일시적으로 중단됨과 동시에, 급식까지 중지하고 학생들에게 빵, 케이크와 우유, 음료류 등을 제공하였던 것으로 보인다. 또한 이 일대에 아파트 주민들이 샤워, 설거지 등을 제때 제공되지 못하고 있어, 커다란 불편을 주기도 하였다. 다만 당시 일어났던 적수의 경우, 수압 상승이 일어나게 되면서 그렇게 조사된 것으로 드러나고 있다. 또한 단수 등의 대책을 내세우지 못하게 되는 것이 주요 원인으로 지목되면서, 급기야 박남춘 인천광역시장도 역시 사과하기도 하였다. 이와 같이 붉은 수돗물에 대한 불신이 더 커질 정도로 물을 제때 이용할 수 없는 비극적인 분위기가 나타나기도 하는 부작용이 생기는 것으로 드러나고 있다. 더욱이 학교 급식에도 차질이 생기게 되는 일도 물론 있었다. 학교 비정규직 총파업까지 겹쳐지면서 붉은 수돗물의 악재와 함께 인천시 내부에서의 수돗물 오염으로 인한 신뢰성 저하, 공무원들의 유착된 관계 등과 같은 온갖 비리를 일으키는 사건으로 변이하게 되어 있는 것으로 드러나고 있다. 급기야 학교 수업 역시 정상적으로 행해질 수 없어 학원 수업과 유사하게 단축하게 되는 조치까지 단행되기도 하는 문제점까지 낳게 되는 결과가 있다.

### 기타 지역에서의 발생 사례
인천광역시 관내에서는 강화군, 중구의 영종 지역, 미추홀구 등에서 보고된 적이 있으며, 서울특별시는 영등포구가, 경기도는 평택시와 광주시 그리고 안산시를, 지방의 경우 춘천시와 청주시 그리고 포항시에서도 붉은 수돗물이 흘러내린 사례가 나왔다. 미추홀구 같은 경우 도화동의 한 아파트에서 설거지를 준비한 가정 주부가 물을 틀어놓자, "붉은 수돗물"이 나오면서 소스라치게 놀란 사실로 드러났다. 그리고 이 아파트를 중심으로 하여 빌라, 단독 주택 등지에서 붉은 수돗물이 마구잡이식으로 쏟아질 정도로 보이게 되자, 인천광역시상수도사업본부는 사태 확산 방지 차원으로 긴급 단수 조치까지 내려진 상태였다. 또한 원인은 도화가압장의 펌프 가동 중단이 주된 원인으로 드러난 상태이다. 서울 영등포구 같은 경우 문래동과 양평동에 있었던 붉은 수돗물 배출 사례가 보고되기도 하였다. 사건이 발단되었을 당시에는 세면대에 끼워넣은 정수 필터가 검게 변화한 것은 물론, 변기의 물탱크에는 누런 침전물이 가라앉아 있게 되는 상태로 드러나고 있었으며, 필터를 변경해도 되레 소용이 없는 등 알 수 없는 이유로 인해 물 공급에 차질이 생기기도 하는 문제점들이 지나치게 집중되어 있던 것으로 드러나고 있지만 그렇게 단정짓기는 어려운 편이기도 하다. 다만 서울특별시상수도사업본부 남부수도사업소에 따르면, 1980년 이전 매설된 것이라고 말하였기 때문에, 인천에서 시작된 수돗물 사태가 노후관 전체로 번질 수도 있다는 우려를 낳다는 근거도 있다. 그 외에도 경상북도 포항시에서도 검은 수돗물이 검출되었다는 보고가 나와 있었다. 그러나 포항에서의 검은 수돗물 검출 사례는 해당 필터가 교체되는 과정상 빛깔이 시커멓게 변화하는 등 갈변하게 되어 있는 색깔로 눈에 띄게 드러나는 이유가 있어 수돗물에 대한 불신이 커진 것으로 나와 있다. 포항시 당국에 따르면 수돗물을 염소 처리하는 과정상 물속에 존재한 상태인 철과 망간 등이 산화된 상태가 성립되면서, 검은 입자가 생성되었다고 판단되기도 하였다.

### 관련 공무원이 소환되기까지
인천 붉은 수돗물 사건 때문에 인천 지역의 관련 공무원 10명이 2019년 7월 31일 일제히 소환되었다. 인천지방경찰청 지능범죄수사대는 최근 인천광역시상수도사업본부의 급수부 산하 급수팀·수운영팀·생산관리팀 직원과 공촌정수장 직원 10여 명을 참고인으로 소환, 조사하기도 하였다.

### 수돗물 공급 정상화, 보상까지
수돗물 공급이 결국 정상화되기도 하면서, 피해 보상이 여전히 난항을 겪는 것으로 보인다. 그러나 2016년 8월 당시 충청북도 청주시의 사례와 비슷하게 보상안을 1인당 하루 2만원, 최대 6만원 씩 제시하라는 조건을 두고 있으나, 주민과 인천시 간의 갈등이 지속되면서, 보상을 하더라도 난항이 커지게 된다. 다만 인천시 측의 주장에 따르면, 1인당 100 만원 이상을 보상해야 하는 것이 마땅하나, 인천시의 재정 악화 등을 의식하더라도 1인당 30 만원 내외가 적절하다는 의견을 제시하고 있다. 다만, 수돗물의 공급이 정상화되더라도 갈 길이 여전히 멀어지기도 한다. 또한 이 사건이 일어난 검단 등 피해 지역 주민들이 거주하고 있는 26만여 가구에 대해 인천시가 상하수도요금을 최대 3개월치를 감면받게 되고, 의료비, 수질검사비, 생수 구입지, 필터 교체비 등을 모조리 지원하게 될 준비를 착수시키겠다고 밝힌 바 있다. 그 결과 보상 기한을 3개월로 정하게 되자, 인천시가 지난 2019년 7월 30일 오후 서구 검단복지회관에서 공촌수계 수돗물 혁신 시민설명회를 열어 붉은 수돗물 사태 정상화 시점 이전 2개월치 분량과 정상화 이후의 1개월치 분량 사이의 상하수도 요금을 면제하여 결정된 것으로 보인다. 이와 같이 가정 형편이 어려워진 상황 속에 생수의 구매하기가 이루어지지 못한 주민들을 위해 보편적으로 보상되기도 하였으며, 생수 구매, 필터 교체 등에 따른 비용만 실비로 지원하게 될 예정에 있는 것으로 드러나게 된다. 사후 조치로는 지역 정수장에 활성탄과 오존 등을 이용하여 유해물질을 제거하는 고소정수처리시설을 2019년부터 순차적으로 도입시키고, 서구 및 강화 지역의 불량관 및 노후관 교체도 추진될 예정에 있다. 인천 붉은 수돗물 사건에 대한 보상 규정도 확정되었다. 확정된 사안을 보면 총합 93억원의 예산을 지원받아 별도로 신청하겠다는 의견이 있다. 인천광역시는 피해 주민들 중 2019년 8월 12일부터 8월 30일까지 진행한 붉은 수돗물에 관한 피해 보상 접수 건 중 40,485 가구와 805개의 업체가 92.81 억원의 보상금을 신청하였다고 2019년 9월 1일 최종적으로 밝혔으며, 일반 시민 64.8억원에 대한 지원도 물론 받은 것으로 드러나고 있다.

## 사건에 대한 책임
책임은 전적으로 환경부에 지는 것이 옳아야 한다. 그러나 수도관이 노후화된 상태에 이르고 있는 것으로 집계되면서 주민들의 생활이 이만 저만이 아닐 정도로 드러나게 되는 사실로 보고된다. 이 여파가 아토피 등 피부병을 일으켜져서 피부과 같은 병원에 자주 다니게 되는 것들이 일상화되기도 하는 경우도 물론 있다.

## 같이 보기
- 1991년 낙동강 페놀 오염 사건
- 플린트 수질 위기
- 박남춘
- 인천 수돗물 유충 사태